# Döbling

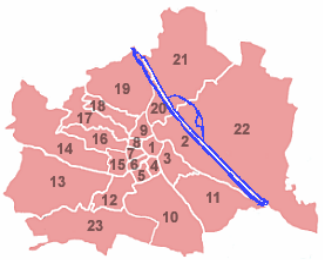
Wiens distrikt. Döbling är nummer 19.

Döbling är ett distrikt (tyska: Gemeindebezirk) i Österrikes huvudstad Wien. Wien är indelat i 23 distrikt och Döbling har distriktsnummer 19.
Antalet invånare är 73 900. Arean är 24,9 kvadratkilometer. Döbling gränsar till distrikten Floridsdorf, Brigittenau, Alsergrund, Währing, Hernals och kommunen Klosterneuburg. 